# Hamamözü
Hamamözü là một huyện thuộc tỉnh Amasya, Thổ Nhĩ Kỳ. Huyện có diện tích 201 km² và dân số thời điểm năm 2007 là 5264 người, mật độ 26 người/km².